# Cifantuan
El Cifantuan (xinès tradicional: 粢飯糰, xinès simplificat: 糍饭团, pinyin: Cífàntuán) és un tipus de recepta de la cuina xinesa originària de Shanghai. A Hong Kong se sol anomenar ci faan. Es fa embolicant un tros de youtiao (pasta fregida) amb arròs glutinós. A la Xina de l'Est, Hong Kong i Taiwan, sol ser part de l'esmorzar juntament amb la llet de soia dolça o salada.
A Xangai el terme equivalent ci faan sol al·ludir a arròs glutinós premsat, i es fa servir en noms composts com cifan gao (‘pastís d'arròs glutinós'), un pastís torrat fet també amb arròs glutinós premsat.
N'hi ha dues varietats contemporànies: la salada, que inclou ingredients com el zha cai (verdura adobada), rousong (cotó de porc) i trossets de youtiao; i la dolça, que afegeix sucre i de vegades sèsam al farciment.